# Xã Ocheyedan, Quận Osceola, Iowa
Xã Ocheyedan (tiếng Anh: Ocheyedan Township) là một xã thuộc quận Osceola, tiểu bang Iowa, Hoa Kỳ. Năm 2010, dân số của xã này là 683 người.